# 맨드레이크속
맨드레이크속(mandrake屬, 학명: Mandragora 만드라고라[*])은 가지아과의 단형 족인 맨드레이크족(mandrake族, 학명: Mandragoreae 만드라고레아이[*])에 속하는 유일한 속이다.

## 하위 분류
- 맨드레이크(M. officinarum L.)
- M. autumnalis Bertol.
- M. caulescens C.B.Clarke
- M. turcomanica Mizgir.